# Blang Awe (Meureudu)
Blang Awe is een bestuurslaag in het regentschap Pidie Jaya van de provincie Atjeh, Indonesië. Blang Awe telt 803 inwoners (volkstelling 2010).